# Thomas Foster Gallagher
Thomas Foster Gallagher, né le 17 janvier 1822 à Greensburg, en Pennsylvanie et est décédé le 4 novembre 1883 à New Alexandria, en Pennsylvanie. est un général de brigade américain de l'Union Il est l'époux de Elizabeth McBride. Il est inhumé au New Alexandria Union Cemetery, à New Alexandria.

## Biographie
Thomas F. Gallagher est un homme d'affaires à New Alexandria et un membre éminent de la Milice de Pennsylvanie qui montre un certain talent de meneur d'hommes et qui le fait passer rapidement du grade de lieutenant à celui de général.
Au début de la guerre civile, il est nommé colonel du 11e régiment de Réserves de Pennsylvanie dont il prend le commandement. Lors de la bataille de Gaine's Mills, son régiment entier, sauf une compagnie, est fait prisonnier et il est retenu à Libby Prison (en), en Virginie. Après qu'il a été échangé, il retourne dans l'armée du Potomac et lors de la bataille de South Mountain au cours de laquelle il mène le flanc droit des forces unionistes, il est sérieusement blessé.
Après la guerre, il reste dans l'armée et sert au sein de la 8e Division de la Garde nationale de Pennsylvanie.